# Kumpir

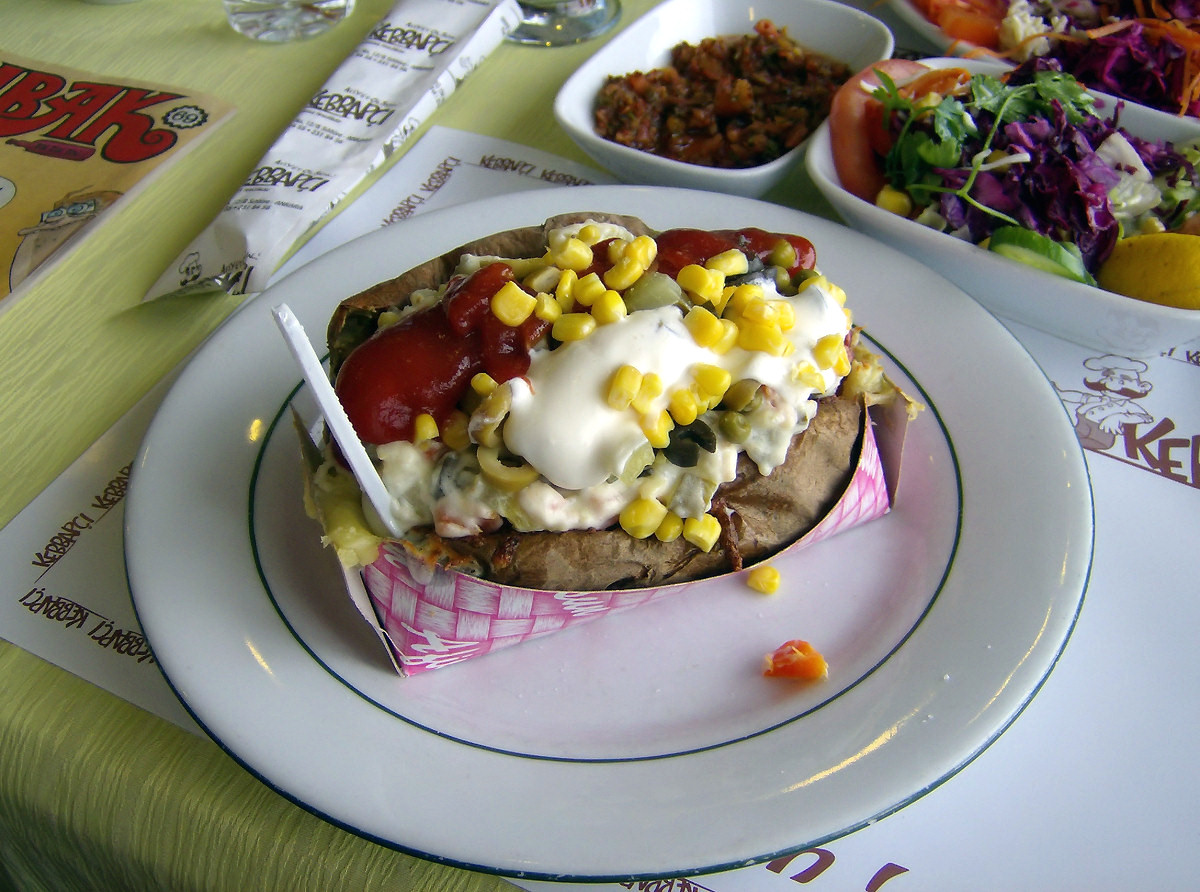
Kumpir

Kumpir ist ein Gericht, das aus großen, mehligkochenden Kartoffeln zubereitet wird. Diese werden in speziellen dreistöckigen Öfen gebacken, wobei die beiden unteren Etagen zum Garen und die obere zum Warmhalten verwendet werden. Sobald die Kartoffeln gar sind, werden sie in der Mitte aufgeschnitten, ohne sie dabei vollständig zu durchtrennen. Mit einer Gabel wird das Kartoffelinnere gelockert, mit Butter und geriebenem Käse vermengt und nach Belieben belegt. Mittlerweile ist Kumpir ein fester Bestandteil der türkischen Fast-Food-Küche. Statt Kartoffeln können auch Süßkartoffeln verwendet werden.

## Wortherkunft
Das Wort Kumpir ist in die türkische Sprache übergegangen und bedeutet dort Ofen- oder Folienkartoffel. Ursprünglich stammt es vom pfälzischen/alemannischen Grumbier oder Grummbeere („Grundbeeren“  => „Grunbeern“ => „Grumbeern“) ab. In dieser Form wurde es auch von deutschstämmigen Siedlern in Südosteuropa, den Donauschwaben verwendet, wo es als krumpir bzw. krompir in die serbokroatische Sprache und als krumpli in die ungarische Sprache einging, und wurde von Balkantürken, die Kontakt zu diesen Deutschsprachigen hatten, bis nach Anatolien verbreitet. Anders als Patates (Kartoffel) bezeichnet es die zubereitete Ofenkartoffel. Immer häufiger begegnet man diesem Wort reimportiert in Deutschland als Kumpir-ci. Hierbei handelt es sich um einen türkischen Imbiss, der Kartoffelspezialitäten anbietet.

## Geschichte
Kumpir beziehungsweise Backkartoffeln kommen in vielen Küchenkulturen vor. Im Ursprungsland Peru oder bei den Spaniern, die die Kartoffel nach Europa brachten, wurden sie schon seit langem im Feuer geröstet. Der Begriff selbst stammt vom Balkan, wo er „Kartoffel“ bedeutet. Dort buk man sie auf dem Grill oder zwischen Kohlen und servierte sie anschließend mit Joghurt oder Butter. Angeblich wurde das Gericht dann von Balkantürken, die aus Bulgarien in die Türkei übersiedelten, dorthin mitgebracht. Ende der 1980er, Anfang der 1990er Jahre reicherten die Türken es mit Meze und Salaten an. Heute enthält der typisch türkische Kumpir neben den Grundzutaten Käse (Kaşar oder Emmentaler) und Butter wahlweise saure Gurken, Sucuk, Oliviersalat, Mais, Oliven, geschnittenes Gemüse wie Karotten sowie Rot- und Weißkohl (eventuell vorher blanchiert) und Soßen (beispielsweise Ketchup, Mayonnaise oder Senf).